# Pjetër Bogdani

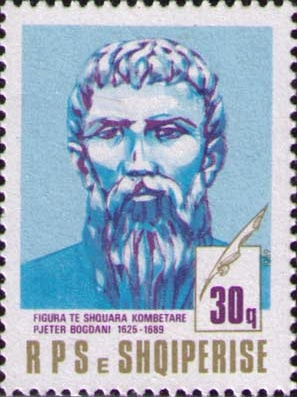
Pjetër Bogdani på ett albanskt frimärke från år 1989.

Pjetër Bogdani (italienska: Pietro Bogdano), född cirka 1630 i Kukës i Albanien, död i december 1689 i Pristina i Kosovo, var en albansk präst, teolog och författare.
Efter universitetsstudier i teologi och filosofi i Rom i Italien, där han tog doktorsexamen, tjänstgjorde han som präst i Pult och Prizren. År 1656 utnämndes han till biskop i Shkodra och 1677 till ärkebiskop i Skopje. Hans viktigaste verk, Profeternas liv, publicerades 1685 i Padua i Italien och utkom på nytt 1691 och 1702 i Venedig under andra namn.
Pjetër Bogdanis religiösa och fosterländska iver höll honom i ständig kamp med de osmanska turkarna. När Pjetër Bogdani och hans trupper trängde in i Prizren möttes de av pesten och dukade under för smittan.
Robert Elsie kallar Pjetër Bogdani för den albanska prosans fader för den senares prosaverk på albanska som är det första i sitt slag i albansk litteratur.